# Nautologia (czasopismo)
Nautologia – kwartalnik ukazujący się w Gdyni i w Szczecinie od 1966 roku. Wydawcą jest Polskie Towarzystwo Nautologiczne. Publikowane są w nim artykuły naukowe dotyczące tematyki morskiej. 